# Мальмёхюс
Мальмёхюс (швед. Malmöhus, дат. Malmøhus) — замок в стиле ренессанс, расположенный в Мальмё, в провинции Сконе, в южной Швеции. 

## История
Первый замок на месте Мальмёхюса был основан в 1434 году королём Эриком Померанским. Это сооружение было частично разрушено в начале XVI века , а новое здание было построено на его месте в 1530-х годах по распоряжению короля Дании Кристиана III. Мальмёхюс являлся одним из важнейших крепостей в Дании.

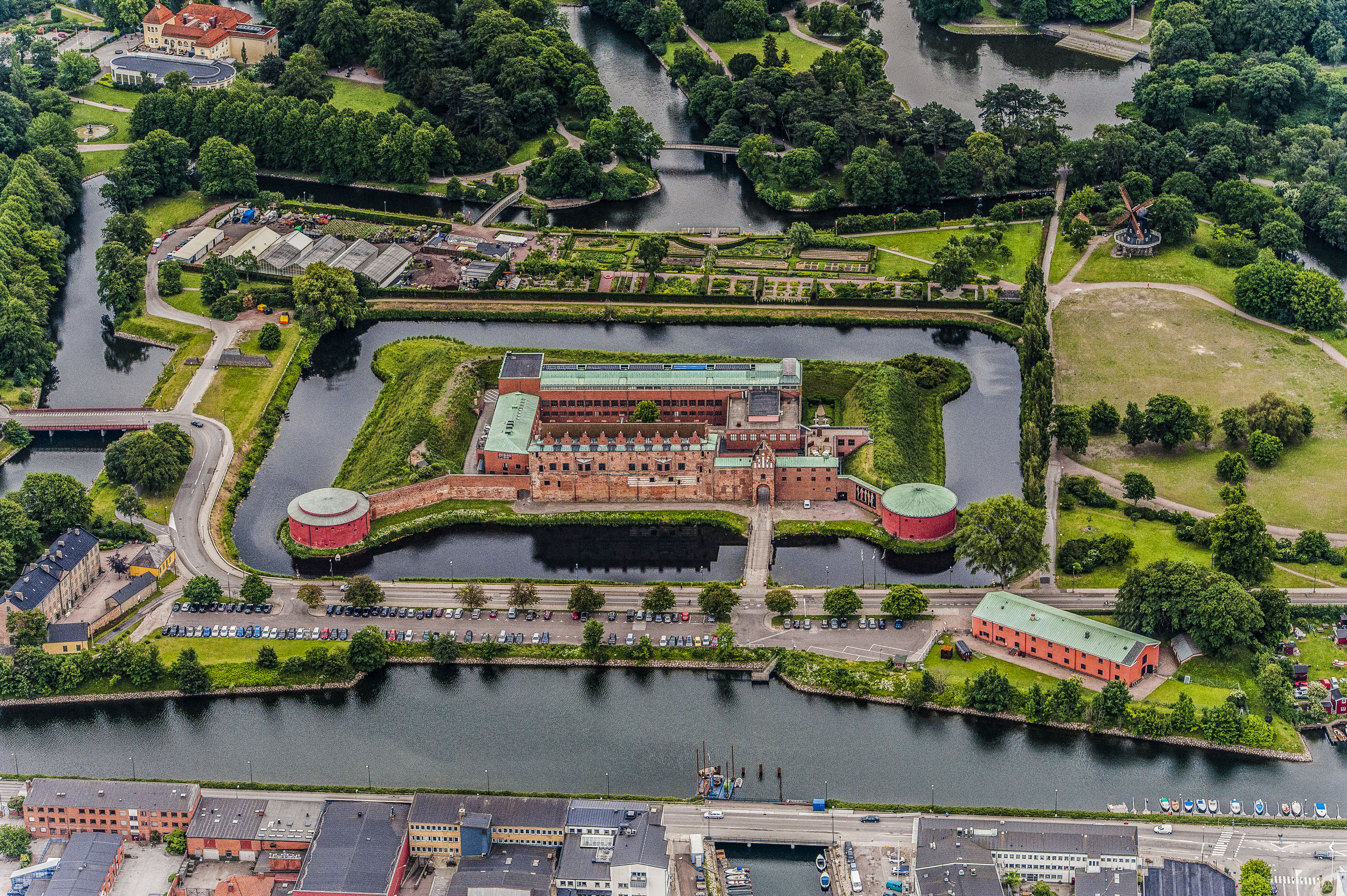
Вид на замок с высоты птичьего полёта.

Замок в течение пяти лет (с 1568 по 1573 год) был тюрьмой для Джеймса Хепберна, 4-го графа Ботвелла, третьего мужа Марии Стюарт, королевы Шотландии. Он был взят под стражу по приказу датского короля-протестанта Фредерика II, когда корабль графа сел на мель в Бергене (Норвегия) во время шторма. Он был отправлен в заточение в замок Мальмё, хотя ранее был освобождён из Тауэра из-за отсутствия доказательств в убийстве второго мужа Марии, Генриха Стюарта, лорда Дарнли. Будучи холостяком, Фридерик II добивался руки Елизаветы I Английской и был удостоен ордена Подвязки. Некоторые источники указывают на возможную иную причину пленения графа, предполагая, что король Дании надеялся получить выкуп от Шотландии. Однако граф Ботвелл скончался в 1578 году в замке Драгсхольм, в Зеландии, куда он был перемещён после первых пяти лет заточения в датском плену, никогда не будучи предметом датско-шотландских переговоров о его освобождении.
В 1658 году провинция Сконе в очередной раз перешла к Швеции. В 1662 году вокруг крепости построили четыре бастиона, а остальные сооружения оснастили орудиями. Всё это позволило замку пережить через несколько лет четырёхмесячную осаду датчан. В следующем веке войны между датчанами и шведами прекратились, Мальмё потерял свою прежнюю значимость, а строения замка стали использоваться в качестве оружейных и продовольственных складов. Затем там до 1909 года существовала тюрьма, после чего Мальмёхюс был отреставрирован и превращён в музей. Бастионы и укрепления за его пределами были снесены, а на их месте был разбит парк.